# Ain't It Funny (Murder Remix)
Ain't It Funny (Murder Remix) è un brano musicale della cantante statunitense Jennifer Lopez, scritto dalla stessa con Cory Rooney, 7 Aurelius e i rapper Ja Rule e Cadillac Tah che eseguono le strofe da loro scritte. Prodotto da Irv Gotti, il brano è stato pubblicato nel 2002 come singolo apri-pista dell'album di remix di Lopez intitolato J to tha L-O!: The Remixes, ed è stato un enorme successo, soprattutto negli Stati Uniti, dove ha raggiunto il numero 1 della Hot 100 rimanendovi per sei settimane consecutive e di molte altre classifiche di Billboard.

## Composizione e testo
Dopo il notevole successo che il singolo precedente I'm Real aveva riscontrato soprattutto grazie al remix della Murder, Inc. curato da Irv Gotti, Lopez e la casa discografica decidono di produrre un remix del singolo Ain't It Funny (pubblicato al di fuori degli Usa) ricorrendo nuovamente all'aiuto di Gotti e di Ja Rule. Come nel caso di I'm Real, anche il remix di Ain't It Funny è molto diverso dalla versione originale in tutto, nella struttura, nella base, nelle sonorità e perfino nel testo, rendendo le due versioni due canzoni completamente diverse, accomunate soltanto dal titolo. La versione originale infatti, scritta e prodotta dalla cantante insieme a Cory Rooney, era un tipico esempio di Pop latino, con grande uso di timbales e maracas; la versione prodotta da Gotti invece ha un timbro completamente diverso, ovvero di hip hop tagliente che si avvale del campionamento di un brano del 1994 di Craig Mack, Flava in Ya Ear.
L'uso di piatti e sintetizzatore è molto più forte rispetto ai precedenti singoli della cantante, che erano caratterizzati da ritmi hip hop più morbidi. Il testo della canzone, pur essendo diverso, si incentra sullo stesso tema di quello della versione originale, ma usando un linguaggio più esplicito e aggressivo (infatti nei rap di Caddillac Tah e Ja Rule, sebbene nella cover del CD promozionale per il Murder Remix di Ain't It Funny non ci sia mai stata messa l'etichetta Parental Advisory Explicit Content, vengono recitati due versi per le due strofe in cui dice per i rispettivi casi It's must be the ass (La tua arma deve essere il culo) e I never been a sucker, fuck you Chill Ya (Non ho mai avuto uno schifoso, vaffanculo Chill Ya). La cantante si rivolge ad un ex fidanzato che decide di tornare all'attacco, chiedendogli se non sembra divertente che lui la desideri adesso, quando in passato l'ha trascurata proprio mentre erano fidanzati. J.Lo gli consiglia di prenderla come una esperienza da cui imparare, e ricorda di come lui l'abbia trattata durante la loro storia passata, da quando la lasciava sola a quando le faceva regali costosi solo per non lasciarla scappare (citando anche la hit passata Love Don't Cost a Thing). La canzone si chiude con un outro in cui la cantante ipotizza una possibile amicizia, visto che entrambi hanno trovato un nuovo partner.
La canzone era stata inizialmente pensata per l'allora esordiente Ashanti, ma Gotti ha persuaso la cantante affinché lasciasse il pezzo a Lopez, in modo da allargare il numero di artisti famosi con cui avesse collaborato la sua etichetta Murder Inc. In ogni caso Ashanti ha prestato la sua voce per i cori del brano. In un'intervista del 2004 rilasciata a People, alla domanda su quale canzone avrebbe interpretato con piacere, Ashanti ha risposto proprio Ain't It Funny (Murder Remix).

## Video musicale
Il videoclip del singolo, diretto dall'allora marito della cantante Chris Judd, si apre con la soggettiva dell'ipotetico ex ragazzo della Lopez che attende fuori di casa che gli venga aperta la porta. La cantante lo fa entrare svogliatamente e lo accompagna per tutta la casa, dove si sta svolgendo una festa, finché non entrano in camera da letto e iniziano a litigare; dopo di ciò lei lo caccia di casa dando un calcio alla porta. Questa sequenza è intermezzata da riprese di Lopez, Ja Rule e Cadillac Tah che eseguono il brano in una stanza bianca, mentre l'ultima parte del video è eseguita nella cucina dai rivestimenti dorati. La strofa di Cadillac Tah vede il rapper che esegue il brano in uno studio di registrazione allestito in casa. Il video è pieno di comparse fatte da artisti legati alla Murder Inc., tra cui Ashanti e Irv Gotti.
Il look della cantante in questo video è molto diverso rispetto a quelli precedenti. I suoi capelli sono perfettamente lisci con una frangetta sulla fronte, ed indossa nella maggior parte delle scene, lenti a contatto colorate, che vanno dall'argento al dorato. Nella prima parte trucco e abiti della cantante sono tutti incentrati sul viola, mentre nella scena girata nella stanza bianca indossa una corta camicetta colorata e pantaloni rossi piene di frangelaterali. In un'altra scena la cantante appare seduta su una sedia girevole, con i capelli raccolti in una coda di cavallo e una camicia di seta gialla, che lascia intravedere il reggiseno.

## Ricezione
A differenza del remix di I'm Real, Ain't It Funny (Murder Remix) è stato pubblicato separatamente da Ain't It Funny, e viene considerato come una canzone diversa dall'originale anche dal punto di vista delle classifiche. Sulla copertina del singolo non viene specificato "Murder Remix", in quanto la versione originale non è stata pubblicata in America del Nord, dove il pubblico segue molto di più l'hip hop che il latin pop. Il 9 marzo del 2002 il singolo raggiunge la posizione numero 1 della Hot 100, dove rimane stabile per sei settimane consecutive, fino al 13 aprile. Sia per J.Lo che per Ja Rule questo è il terzo singolo a ottenere la numero 1 negli Usa. Il singolo ha raggiunto la vetta della classifica sostituendo Always On Time, singolo di Ja Rule con Ashanti, e dopo sei settimane è stato rimpiazzato da Foolish di Ashanti: in questo modo la Murder Inc. di Gotti ha dominato le classifiche per gran parte del 2002, imponendosi come etichetta di grande successo sia nel panorama urban che in quello pop. Il brano è stato il terzo di J.Lo, dopo If You Had My Love e I'm Real, ad entrare nella top10 della Hot R&B/Hip-Hop Songs. Nelle classifiche di fine anno il singolo è arrivato al numero 13 nella Hot 100 e al numero 34 nella classifica R&B.
Nel Regno Unito la canzone ha raggiunto la posizione numero 4, diventando il terzo singolo della cantante a raggiungere questa posizione nelle classifiche britanniche e il settimo ad entrare in top5. Il singolo ha raggiunto la posizione numero 7 sia in Svizzera che nei Paesi Bassi, e in entrambi i casi è stato il settimo singolo della cantante ad entrare in top10.
In altri casi il singolo è entrato in classifica senza superare il successo ottenuto da Ain't It Funny.

## Classifiche
| Classifica (2002) | Posizione massima |
| ----------------- | ----------------- |
| Belgio (Fiandre)  | 16                |
| Belgio (Vallonia) | 24                |
| Canada            | 12                |
| Danimarca         | 19                |
| Germania          | 18                |
| Paesi Bassi       | 7                 |
| Regno Unito       | 4                 |
| Svizzera          | 7                 |
| Stati Uniti       | 1                 |
| Ungheria          | 14                |

## Tracce
CD single
1. Ain't It Funny (Murder Remix featuring Ja Rule and Caddillac Tah)
2. Play (Artful Dodger Main Mix)
3. Feelin' So Good (HQ2 Club Mix)
4. Ain't It Funny (Murder Remix featuring Ja Rule and Caddillac Tah) (Video)

12" maxi single
1. Ain't It Funny (Murder Remix featuring Ja Rule and Caddillac Tah)
2. Ain't It Funny (Murder Remix featuring Ja Rule and Caddillac Tah) (Instrumental)
3. Waiting for Tonight (Hex Hector Vocal Club Extended/Hex's Momentous Club Mix)